# 石黒英雄
石黒 英雄（いしぐろ ひでお、1989年〈平成元年〉1月10日 - ）は、日本の俳優。栃木県小山市出身。RMP株式会社所属。

## 略歴
男3人兄弟の末っ子。2004年、15歳（高校1年）の時に、中学の同級生女子の勧めで受けた第17回「ジュノン・スーパーボーイ・コンテスト」でグランプリを受賞。
2005年、テレビドラマ『ごくせん』（第2シリーズ）で俳優デビュー。同年3月に地元栃木から上京し、東京の高校に転校。
2007年、『エリートヤンキー三郎』でテレビドラマ初主演。2009年、『激情版 エリートヤンキー三郎』で映画初主演。2013年6月、『白衣のなみだ』第三部「使命」で昼ドラ初出演で主演。
2016年7月からテレビ東京で放送された『ウルトラマンオーブ』で主演・クレナイ ガイ役を務めた。
2018年4月30日をもって、デビュー以来所属していた事務所のプロダクション尾木を円満退所した。
2019年12月13日、出身地である小山市の小山評定ふるさと大使に就任。
2022年3月31日、ASTエージェントとエージェント契約を交わしたと報告。
2024年5月11日からRMP株式会社に所属。

## 人物
- 俳優を目指した理由は、芝居を見て夢や希望、生きる活力を与えられたからとしており、俳優という職業は「夢と希望を与えられる仕事」であると述べている[2]。
- 趣味は映画鑑賞、音楽鑑賞[3]。
- 特技は殺陣[1]。
- 過去に習い事で剣道、水泳、ボクシング、軟式テニスをしていた。
- 極度の潔癖症[3]。日本テレビ系列『有吉ゼミ』ではそれにちなみ、芸能人宅の掃除企画に出演していた時期があるほか、掃除に関する自著も出版している[3]。2020年には、ABEMAを通じて洗剤「エコひいきくん」[12]のプロデュースを行った[13]。
- 無類のウルトラマン好きを自負しており、幼少時は再放送の『ウルトラセブン』『ウルトラマンタロウ』に夢中だったという[14][2]。最も好きな怪獣には『セブン』のメトロン星人を挙げており[2]、後年にゲーム『ウルトラ怪獣モンスターファーム』の実況プレイを配信した際には、メトロン星人への愛を熱弁している[15]。
- 日本の3大特撮シリーズのうち、仮面ライダーシリーズで悪のラスボス役を演じた（『仮面ライダー電王』の「カイ」役）後、ウルトラシリーズで変身ヒーロー役を演じた（『ウルトラマンオーブ』の主人公「ウルトラマンオーブ」に変身する「ガイ」役）初の人物である[16]。

## 出演

### テレビドラマ
- ごくせん（日本テレビ）
  - 第2シリーズ 第8話（2005年2月12日） - 矢吹拓 役
  - 第3シリーズ（2008年4月19日 - 6月28日） - 本城健吾 役
  - 卒業スペシャル'09 （2009年3月28日） - 本城健吾 役
- ブラザー☆ビート 第4話・第8話 - 最終話（2005年11月3日・12月1日 - 12月22日、TBS） - 田村圭 役
- 里見八犬伝 後編（2006年1月3日、TBS） - 千葉自胤の家臣・品七 役
- プリンセス・プリンセスD 第6話 - 第10話（2006年8月10日 - 9月14日、テレビ朝日） - 九条院ハルカ 役
- 大河ドラマ（NHK）
  - 功名が辻 最終回（2006年12月10日） - 豊臣秀頼 役
  - 平清盛 第31回 - 最終回（2012年8月5日 - 12月23日） - 平宗盛 役
  - 軍師官兵衛 第26話 - 最終話（2014年6月29日 - 12月21日） - 福島正則 役[17]
- 白虎隊（2007年1月6日・7日、テレビ朝日） - 前川 役
- エリートヤンキー三郎（2007年4月14日 - 6月30日、テレビ東京） - 主演・大河内三郎 役
- ドラマ特別企画「ひまわり〜夏目雅子27年の生涯と母の愛〜」（2007年9月16日、TBS） - 小達敏昭 役
- 仮面ライダー電王 第37話 - 最終話（2007年10月14日 - 2008年1月20日、テレビ朝日） - カイ 役
- もうひとつの象の背中 第2話「女友達」（2007年10月21日、テレビ朝日） - 山下 役
- 1ポンドの福音（2008年1月12日 - 3月8日、日本テレビ） - 堀口徹平 役
- キャットストリート（2008年8月28日 - 10月2日、NHK総合） - 原沢大洋 役
- RESCUE〜特別高度救助隊（2009年1月24日 - 3月21日、TBS） - 井川省吾 役
- MR.BRAIN 第2話 （2009年5月30日、TBS） - 杉山幸三 役
- ダンディ・ダディ?〜恋愛小説家・伊崎龍之介〜（2009年7月9日 - 9月3日、テレビ朝日） - 小早川悠樹 役
- 新参者 第1話・第2話（2010年4月18日・25日、TBS） - 佐々木修平 役
- チェイス〜国税査察官〜 第2回（2010年4月24日、NHK総合） - リャオ・ウェンリイ 役
- まっつぐ〜鎌倉河岸捕物控〜 第2回 - 第6回・第9回（2010年5月1日 - 6月12日・7月3日、NHK総合） -　園村辰一郎 役
- ハンマーセッション!（2010年7月10日 - 9月18日、TBS） - 司馬祐生 役
- 日本人の知らない日本語 第6話（2010年8月19日、読売テレビ・日本テレビ系） - 向井文也 役
- クロヒョウ 龍が如く新章（2010年10月6日 - 12月22日、MBS・TBS系） - 杉田春斗 役[18]
  - クロヒョウ2 龍が如く 阿修羅編 第1話（2012年4月6日、MBS / 4月9日、TBS） - 杉田春斗 役（回想）
- URAKARA 第11話・最終話（2011年4月2日・9日、テレビ東京） - 五代玲央 役
- 四つ葉神社ウラ稼業 失恋保険〜告らせ屋〜 第2話（2011年4月14日、読売テレビ・日本テレビ系） - 松田広樹 役
- 金曜プレステージ→金曜プレミアム「西村京太郎スペシャル 警部補・佐々木丈太郎」シリーズ（フジテレビ） - 降谷拓 役[19]
  - 第3作（2011年6月3日）
  - 第4作（2011年11月25日）
  - 第5作（2013年3月15日）
  - 第6作（2013年10月25日）
  - 第7作（2014年6月20日）
  - 第8作（2016年2月26日）
- チーム・バチスタ3 アリアドネの弾丸 第1話（2011年7月12日、関西テレビ・フジテレビ系） - 清原信一 役
- テンペスト 最終回（2011年9月18日、NHK BSプレミアム） - 孫明 役
- 僕とスターの99日（2011年10月23日 - 12月25日、フジテレビ） - 近藤保 役
- クルマのふたり〜TOKYO DRIVE STORIES 第4話「眺めのいい部屋」（2011年12月2日、TwellV） - 大森豪 役
- ハングリー!（2012年1月10日 - 3月20日、関西テレビ・フジテレビ系） - 柏木一平 役
- ストロベリーナイト 第4話・第5話「過ぎた正義」（2012年1月31日・2月7日、フジテレビ） - 倉田英樹 役
- 世にも奇妙な物語 2012年 春の特別編「試着室」（2012年4月21日、フジテレビ） - 中西篤志 役
- Answer〜警視庁検証捜査官 第3話（2012年5月2日、テレビ朝日） - 寺本大輝 役
- 家族のうた 第5話・第7話（2012年5月13日・27日、フジテレビ） - 明石誠司 役
- サキ（2013年1月8日 - 3月19日、関西テレビ・フジテレビ系） - 岩城利也 役
- テレビ朝日開局55周年記念 ドラマスペシャル「上意討ち 拝領妻始末」（2013年2月9日、テレビ朝日） - 笹原文蔵 役
- 水曜ミステリー9（テレビ東京）
  - 刑事長（2013年4月10日） - 川喜多良一 役
    - 刑事長2（2014年5月14日）

  - 警視庁さくらポリス〜最強の姉妹捜査官〜（2016年5月18日） - 渡部草太 役
- 白衣のなみだ 第三部「使命」（2013年6月3日 - 28日、東海テレビ・フジテレビ系） - 主演・百田瞬太 役[20]
- 半沢直樹 第1部（2013年7月7日 - 8月11日、TBS） - 相模 役
- 海の上の診療所 第9話（2013年12月9日、フジテレビ） - 星野武宏 役
- マルホの女〜保険犯罪調査員〜 第7話・最終話（2014年5月30日・6月13日、テレビ東京） - 若月亘 役
- NHK宇都宮放送局開局70周年記念 栃木発地域ドラマ「ライドライドライド」（2014年9月24日、NHK BSプレミアム） - 中村悠里 役
- ビンタ!〜弁護士事務員ミノワが愛で解決します〜（2014年10月2日 - 12月19日、読売テレビ・日本テレビ系） - 大津吾郎 役
- 警部補・杉山真太郎〜吉祥寺署事件ファイル（2015年1月12日 - 3月23日、TBS） - 村田健一 役
- テレビ東京開局50周年特別企画 ドラマスペシャル「永遠の0」 第1夜（2015年2月11日、テレビ東京） - 小山實 役
- オトナヘノベル（NHK Eテレ）
  - 家庭教師コウの事件簿（2015年10月1日・8日） - 主演・家庭教師コウ 役
  - レン先生の秘密の保健室（2016年1月7日・14日） - 主演・レン先生 役
- ダメな私に恋してください（2016年1月12日 - 3月15日、TBS） - 玉井剛（タマ） 役
- スペシャリスト 第8話 - 最終話（2016年3月3日 - 17日、テレビ朝日） - 須賀和也 役
- 山本周五郎人情時代劇 第十二話「めおと蝶」（2016年3月15日、BSジャパン） - 西原知也 役
- 最後のレストラン（2016年4月26日 - 6月14日、NHK BSプレミアム） - 天然剛 役
- ウルトラシリーズ（テレビ東京） - クレナイガイ / ウルトラマンオーブの声 役
  - ウルトラマンオーブ（2016年7月9日 - 12月24日） - 主演[21]
  - ウルトラファイトオーブ 親子の力、おかりします！（2017年4月5日 - 6月3日） - 主演[22]
  - ウルトラマンオーブ THE CHRONICLE（2018年1月6日 - 6月30日） - 主演、ナビゲーター
  - ウルトラマン ニュージェネレーションクロニクル 最終話（2019年6月29日）
  - ウルトラマン ニュージェネレーション スターズ 第15話・第16話（2023年5月6日・13日）
- リテイク 時をかける想い 第4話（2016年12月24日、東海テレビ・フジテレビ系） - 生嶋明人（青年期） 役[23]
- 新陰流 上泉伊勢守信綱（2017年3月3日、BS朝日） - 文五郎 役
- 小さな巨人 第6話 - 最終話（2017年5月21日 - 6月18日、TBS） - 関口一也 役[24]
- あいの結婚相談所 第5話（2017年8月25日、テレビ朝日） - 磯山昌尚 役
- 水戸黄門 第1話・最終話（2017年10月4日・12月6日、BS-TBS） - 南部直政 役
- テレビ熊本ドキュメンタリードラマ 郷土の偉人シリーズ 第25作「合志義塾〜カタルパの樹がつなぐ明日〜」（2017年10月29日、テレビ熊本） - 平田一十 役
- BG〜身辺警護人〜 第2話（2018年1月25日、テレビ朝日） - 三上勇作 役
- 越路吹雪物語 第49話（2018年3月16日、テレビ朝日） - 加山雄三 役
- 直撃!シンソウ坂上「三菱銀行人質事件」（2018年4月19日、フジテレビ） - 特別検挙班メンバー 役[25]
- 天才バカボン3〜愛と青春のバカ田大学（2018年5月4日、日本テレビ） - 勝木 役[26]
- 極道めし 第9話（2018年9月15日、BSジャパン） - 室田警官 役
- 月曜名作劇場「今野敏サスペンス 警視庁東京湾臨海署〜安積班」（2019年2月25日、TBS） - 桜井太一郎 役
- 浮世の画家（2019年3月24日、NHK BS8K / 3月30日、NHK総合） - 斎藤太郎 役
- わたし、定時で帰ります。 第3話 - 第5話（2019年4月30日 - 5月14日、TBS） - 大石 役[27]
- 大富豪同心 第2回 - 最終回（2019年5月17日 - 7月12日、NHK BSプレミアム） - 梅本源之丞 役[28]
  - 大富豪同心2 第4回 - 第6回・最終回（2021年6月18日 - 7月2日・23日）
  - 大富豪同心3 第4回 - 最終回（2023年7月14日 - 8月11日）[29]
  - 大富豪同心スペシャル（2024年12月28日、NHK BSプレミアム4K / 12月29日、NHK BS）[30]
- 決戦!関ケ原 空からスクープ 幻の巨大山城（2020年12月19日、NHK BSプレミアム） - 石田三成 役[31]
  - 決戦!関ヶ原II 大名たちの野望（2023年2月4日）
- 歴史探偵（NHK総合） - 石田三成 役
  - 「関ヶ原の戦い」（2021年4月14日）
  - 「情報戦 関ヶ原」（2022年12月14日）
- 遺留捜査 第7シリーズ 第5話（2022年8月11日、テレビ朝日） - 若尾峻 役[32]
- 家政夫のミタゾノ 第6シリーズ 第2話（2023年10月17日、テレビ朝日） - 安藤快 役[33]

### 映画
- うた魂♪（2008年4月5日公開、日活） - 牧村純一 役
- 激情版 エリートヤンキー三郎（2009年2月28日公開、東映） - 主演・大河内三郎 役
- ごくせん THE MOVIE（2009年7月11日公開、東宝） - 本城健吾 役
- 携帯彼氏（2009年10月24日公開、GONZO・シナジー） - 高原直人 役
- 彼岸島（2010年1月9日公開、ワーナー・ブラザース映画） - 主演・宮本明 役
- 武士道シックスティーン（2010年4月24日公開、ゴー・シネマ） - 磯山和晴 役
- 不毛会議（2013年4月20日公開、CLIE） - 主演・山本龍之介 役
- TOKYO CITY GIRL -2016-「あなたの記憶（こえ）を、私はまだ知らない。」（2016年12月3日公開、スタンドイン）
- ウルトラシリーズ
  - 劇場版 ウルトラマンオーブ 絆の力、おかりします!（2017年3月11日公開、松竹メディア事業部） - 主演・クレナイ ガイ 役
  - 劇場版 ウルトラマンジード つなぐぜ! 願い!!（2018年3月10日公開、松竹メディア事業部） - クレナイ ガイ 役[34]
  - 劇場版 ウルトラマンタイガ ニュージェネクライマックス（2020年8月7日公開、松竹ODS事業室） - クレナイ ガイ 役[35]
- 仁義なき幕末 -龍馬死闘篇-（2023年3月25日公開、東映ビデオ） - 土方歳三 役[36]

### 配信ドラマ
- ケータイ恋愛ドラマ 100シーンの恋 vol.3（2008年12月1日、ケータイ公式サイト） - 主演・春 / 俊平 / 賢一 役（一人三役）
- 恋ばな-スイカと絆創膏-（2009年11月2日 - 12月28日、LISMO Channel） - 水田圭吾 役
- デス・ゲーム・パーク（2010年4月20日 - 7月6日、BeeTV） - 垣谷正夫 役
- ウルトラシリーズ
  - ウルトラマンオーブ THE ORIGIN SAGA（2016年12月26日 - 2017年3月13日、Amazonプライム・ビデオ） - 主演・ガイ 役
  - ウルトラギャラクシーファイト ニュージェネレーションヒーローズ（2019年9月29日 - 12月22日、YouTube） - ウルトラマンオーブの声 役[37]
  - ウルトラギャラクシーファイト 運命の衝突（2021年12月27日 - 2022年7月1日） - ウルトラマンオーブの声 役
- 恋をたどる、第17話 - 最終話（2019年3月23日 - 26日、WATCHY）[38]
- ヨドンナ（2021年8月8日、東映特撮ファンクラブ） - 鯨咲秀樹 役 [39][40]
  - ヨドンナ2（2021年9月12日）[41]
- マリッジプラン（2024年9月6日、BUMP） - 岡田良太 役[42]
- あなたのことが死ぬほど嫌いです（2025年4月28日、BUMP・DramaBox・FANY: D） - 主演・谷口文也 役（石川翔鈴とのW主演）[43]

### 配信映画
- BLACKFOX: Age of the Ninja（2019年10月5日、時代劇専門チャンネル / 東映） - 武羅土 役[44][45]

### 短編映画
- ショートムービー「あおいろなおし」（2018年3月31日、YouTube） - 慎吾 役[46]

### テレビ番組
バラエティ
- 恋するハニカミ!（2005年12月9日、TBS）
- エリンが挑戦! にほんごできます。（2006年10月6日 - 2007年3月、NHK教育、語学番組） - 折原薫 役
- 未来創造堂（2009年7月10日、日本テレビ）
- 関口宏の東京フレンドパーク（2010年4月12日、TBS）
- 晴れ、ときどきファーム！（2012年9月23日、NHK BSプレミアム）
- キャサリン三世（2013年1月8日、関西テレビ）
- 写ねーる（2013年10月14日、NHK BSプレミアム）
- AKB48 SHOW!（2017年10月7日、NHK BSプレミアム）

旅番組
- 瀬戸内海 清盛500キロクルーズ（2012年9月29日、NHK BSプレミアム）
- のんびりゆったり 路線バスの旅（2013年2月23日、NHK総合）
- 発見!体感!早春の恵み 阿武隈川紀行（2013年5月3日、NHK BSプレミアム）
- ぐるっと1周　びわ湖水辺紀行（2013年10月12日、NHK BSプレミアム）
- 鉄道紀行 ニッポンぶらり鉄道旅 (NHK BSプレミアム) - 旅人
  - 第13回 島原鉄道線（2014年7月17日）
  - 第16回 上信電鉄上信線（2014年9月4日）
  - 第29回 JR東日本南武線（2015年2月5日）
  - 第35回 全国さくら紀行（2015年4月18日）
  - 第40回 JR東日本小海線 (2015年6月11日)
  - 第54回 JR九州日南線 (2015年11月19日)
- 遠くへ行きたい（日本テレビ）
  - 「富士山 水と絶景グルメ紀行」静岡県 富士宮〜修善寺（2016年5月29日）
  - 「飛騨の恵みと世界遺産」岐阜県 高山〜白川郷（2016年11月13日）
  - 「南の島　自然と食と音楽と」鹿児島県 奄美大島（2017年3月12日）
  - 「日本海！初めてづくしの大冒険」山口県 長門（2017年8月6日）
  - 「トキが舞う！実りの秋」新潟県 佐渡（2017年11月12日）

情報番組
- アニメマシテ（2017年2月28日、テレビ東京）[47]

### 舞台
- パッチギ!（2009年12月4日 - 23日、新国立劇場 中劇場） - リ・アンソン 役
- ジャンヌ・ダルク（2010年11月30日 - 12月19日、赤坂ACTシアター・12月24日 - 28日、梅田芸術劇場 メインホール） - 傭兵ケヴィン 役
- 音楽劇『ヴォイツェク』（2013年10月4日 - 14日、赤坂ACTシアター・10月25日 - 27日、シアターBRAVA!） - アンドレース 役
- UBUGOE Voice of comedy vol.5 -次の未来へ-（2015年7月10日、ユナイテッド・シネマ豊洲） - 特別出演[48]
- 舞台「黒薔薇アリス」（2017年5月12日 - 21日、Zeppブルーシアター六本木） - 主演・ディミトリ・レヴァンドフスキ 役[49]
- オセロー（2018年9月2日 - 26日、新橋演舞場） - マイケル・キャシオー 役[50][51]
- スーパー歌舞伎II『新版 オグリ』（2019年10月6日 - 11月25日、新橋演舞場 / 2020年2月4日 - 25日、博多座） - 鬼王 / 赤鬼大将 / 遊女 役[注釈 1][52]
- トムラウシ（2023年2月4日 - 12日、自由劇場） - 主演・大和仁 役[53]
- 仁義なき幕末 -令和激闘篇-（2023年4月27日 - 5月7日、サンシャイン劇場 / 5月18日 - 21日、梅田芸術劇場 シアター・ドラマシティ） - 土方歳三 役[54]
- タクフェス第11弾『晩餐』（2023年10月7日、飯能市市民会館 大ホール / 10月15日、電力ホール） - 主演・高槻純二 役[55]
  - 11月2日、胸部の疲労骨折のため降板することを発表[56]。以降の公演（11月16日 - 19日、梅田芸術劇場 シアター・ドラマシティ / 11月24日・25日、道新ホール / 12月1日 - 3日、名古屋市公会堂 / 12月8日 - 17日、サンシャイン劇場）は永井大が代役を務める[57]。

### CM
- KDDI au（2007年） ※スチール広告
- P&G「ボールド」（2008年 - 2009年） ※内藤大助と共演
- エスエス製薬「ガストール」（2015年12月）
- バンダイ「DXオーブリング」（2016年）
- バンダイ「DXオーブリングを買って『黄金のウルトラマン』カードをゲット!キャンペーン」（2016年）
- バンダイ「DXオーブカリバー」（2016年）
- アニマックスブロードキャスト・ジャパン ANIMAX on PlayStation®「さぁ、満たされよう。 ANIMAX on PlayStation®」（2017年） - 主演・クラタヤスオ 役[58]
- グランディーズ（2020年） ※特別出演

### PV
- AZU『I WILL』（2009年7月1日）
- AKB48『ギンガムチェック』（2012年8月29日）
- back number『fish』（2014年2月5日）
- 工藤圭一『beautiful song』（2018年3月31日）
- Transistory Project『すぐに逢えないなら』（2020年10月8日）

### 玩具
- オーブカリバー（2016年10月） - クレナイ ガイ 役
- オーブスラッシャー（2017年2月） - クレナイ ガイ 役
- ウルトラマンオーブ オーブニカ（2018年7月） - クレナイ ガイ 役
- ウルトラレプリカ オーブリング（2022年2月） - クレナイ ガイ 役[59]
- ウルトラレプリカ オーブカリバー（2023年6月） - クレナイ ガイ 役
- DXアークキューブPremium ニュージェネレーションスターズセット02（2025年1月） - クレナイ ガイ 役

## 書籍

### 写真集
- 石黒英雄ファースト写真集『HOME』（主婦と生活社 2008年7月11日）

### 著書
- 石黒式ヤバイ掃除術（宝島社 2016年7月22日）